# 明恩溥
明恩溥，原名阿瑟·亨德森·史密斯（英語：Arthur Henderson Smith，1845年7月18日—1932年8月31日），美国公理会来华传教士。出生于康涅狄格州，1867年毕业于伯洛伊特学院。
1872年（同治十一年），明恩溥受美国公理会派遣来华，先后居住于天津、山东等地，兼任上海《字林西报》通讯员。1880年（光緒六年），明恩溥在山东省西北部的恩县庞庄建立传教工作。1905年（光緒三十一年）辞去教职，留居通州写作。1926年返回美国。他在华生活54年，熟悉下层人民生活，热爱中国，是最早向美国总统老罗斯福建议退还中国庚子赔款的人之一。著有多部关于中国的书籍，有《中国人的性格》（Chinese Characteristics）（1899年出版）、《中国乡村生活》（Village Life in China;A Study in Sociology）、《今日的中国和美国》等。《中国人的性格》一书曾被鲁迅向国人郑重推荐。